# سامبور پری کوک
سامبور پری کوک یا ایساناپورا (به خمر: សំបូរព្រៃគុហ៍ انگلیسی: Sambor Prei Kuk) یک سایت باستان‌شناسی در کامبوج است که در استان کامپونگ تم و در ۳۰ کیلومتری(۱۹ مایلی) مرکز استان کامپونگ تام واقع شده است.
قدمت این مجموعه ویران‌شده به دوران پادشاهی چنلا پیش از انگکوریان (اواخر قرن ششم تا نهم) برمی‌گردد که توسط پادشاه ایساناوارمان اول به عنوان پناهگاه و پایتخت سلطنتی مرکزی تأسیس شد که در آن زمان به نام «ایساناپورا» (خمر: ឦសានបុរៈ، به رومی:Eisanbŏreă) شناخته می‌شد. سایت سامبور پری کوک در سال ۲۰۱۷ به عنوان میراث جهانی یونسکو معرفی شد.

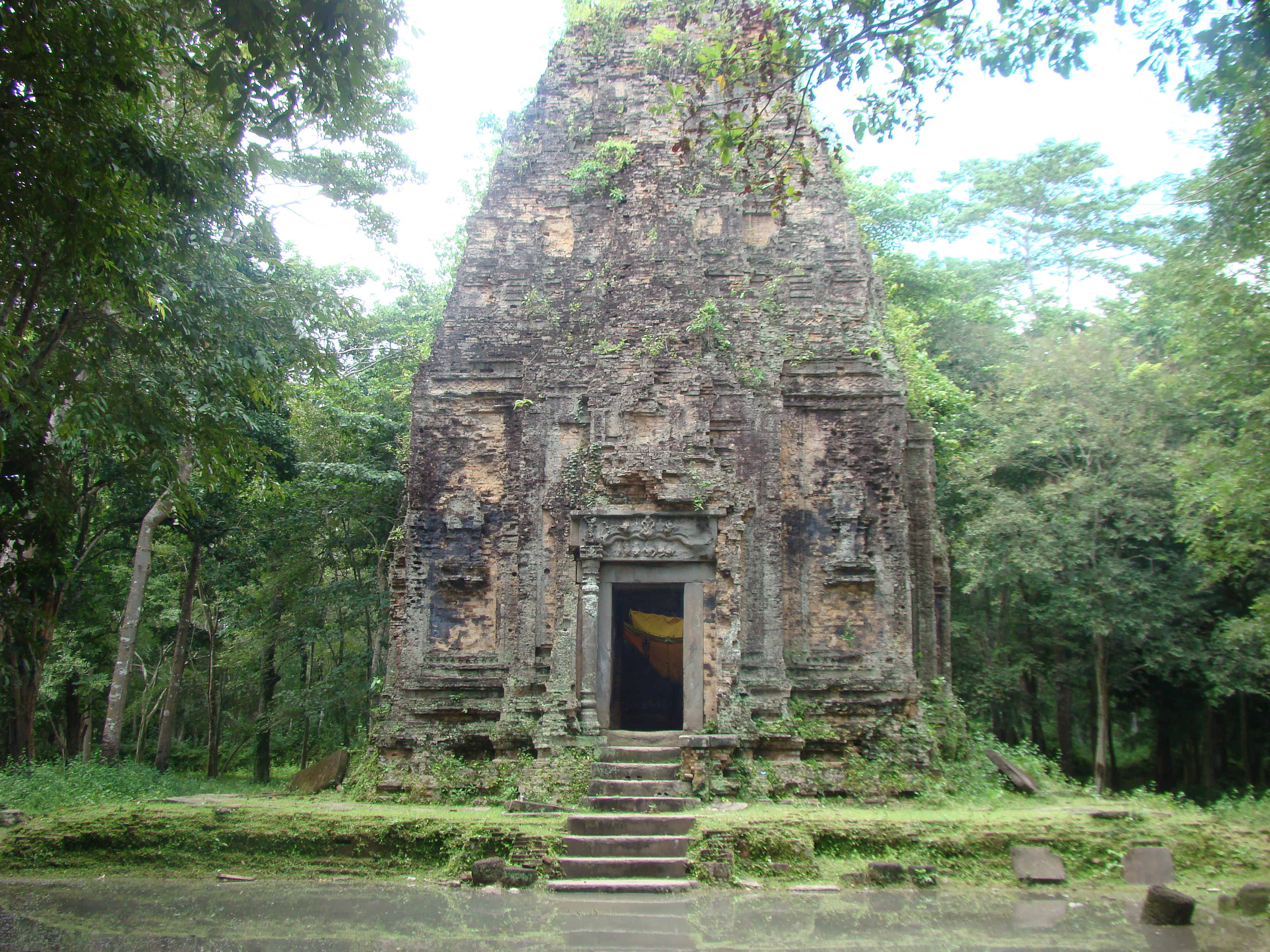
معبدی در سامبور پری کوک

## نگارخانه

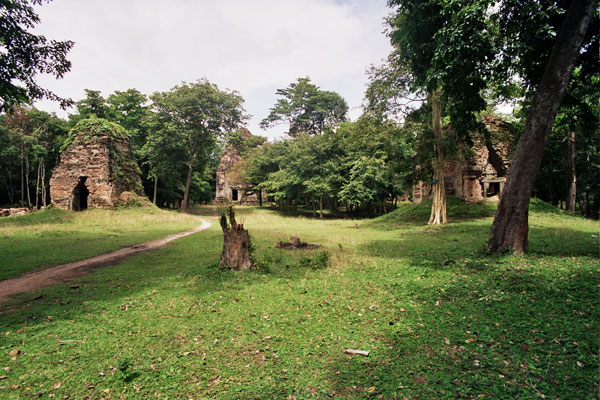
گروه C و پراسات بورام یا پراسات تائو.
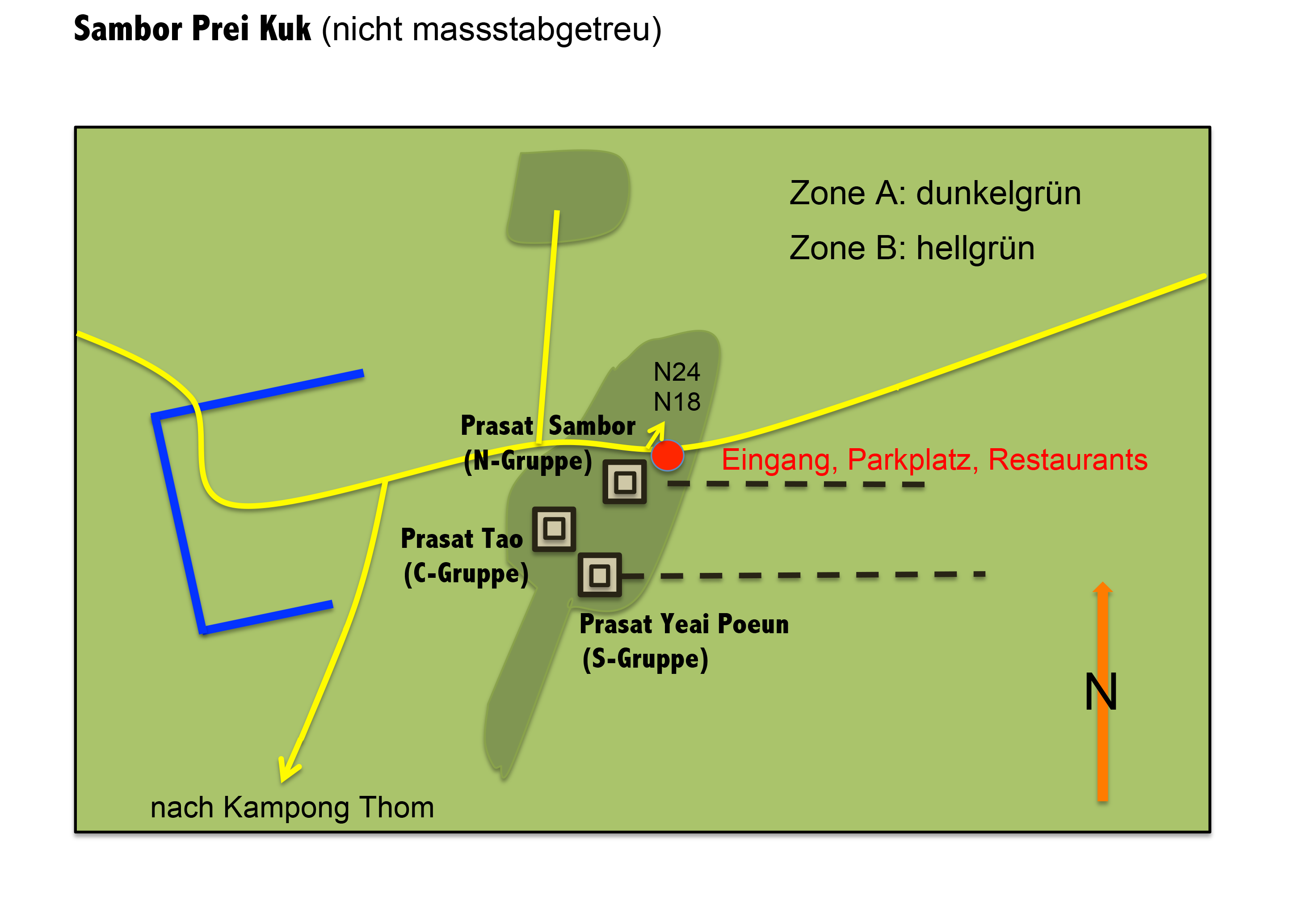
نقشه خوشه ها
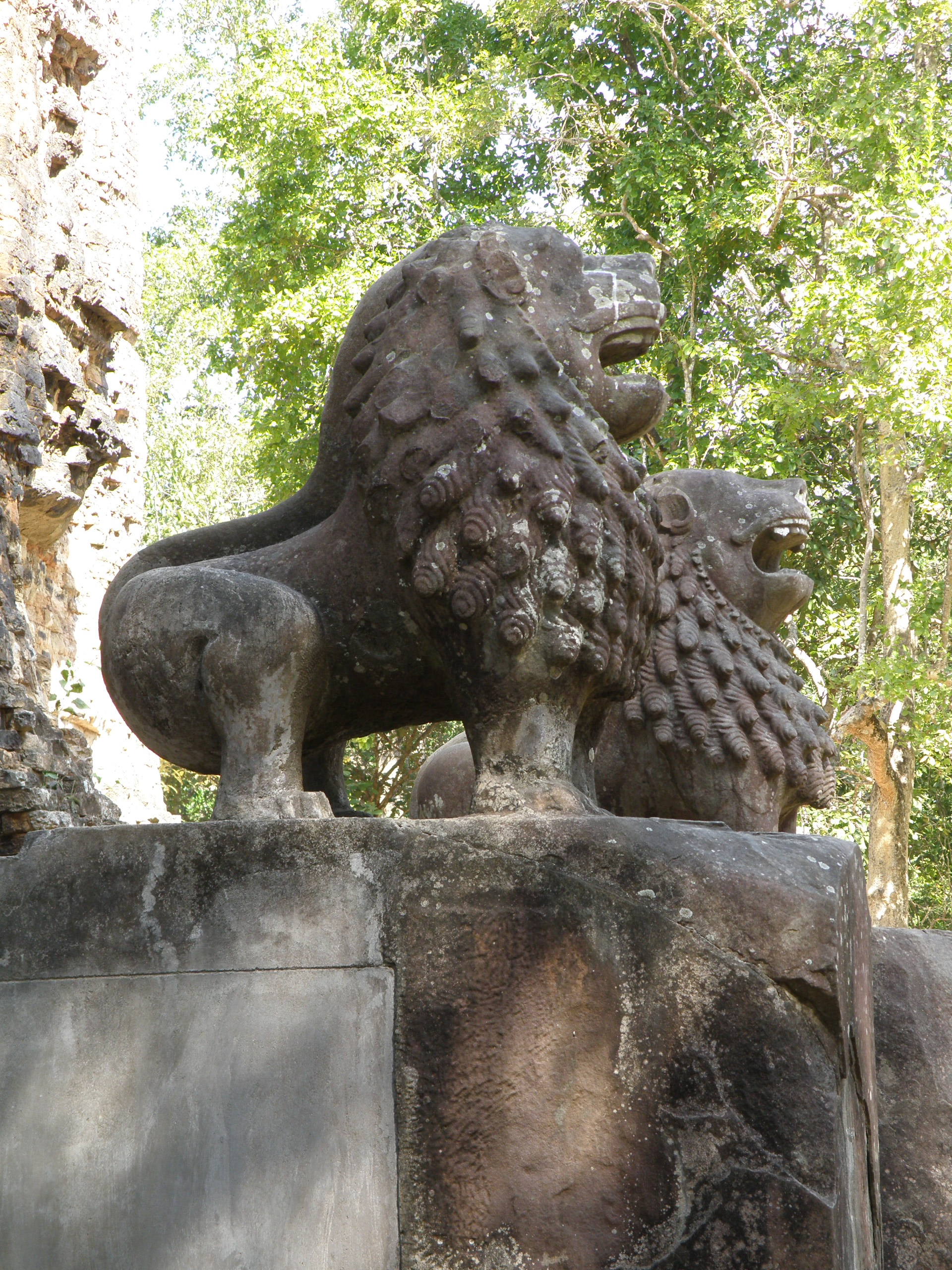
مجسمه دو شیر در پراسات بورام.
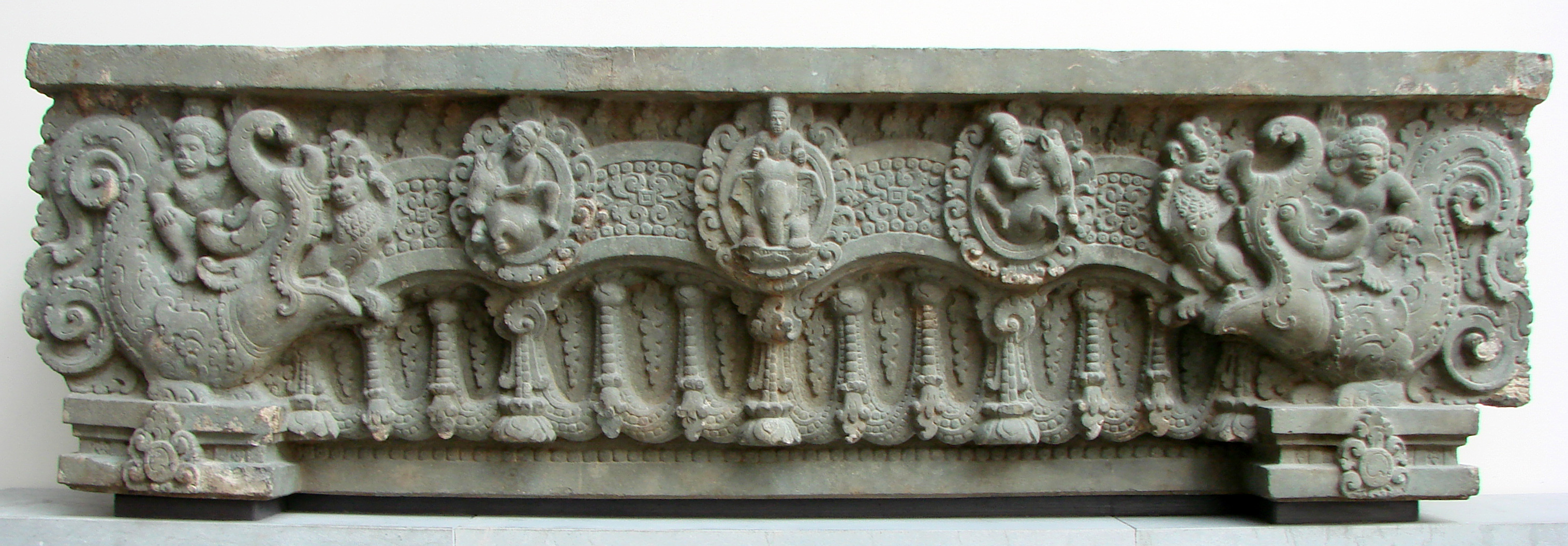
اشیاء به‌دست آمده از سامبو پری کوک در موزه گیمت، پاریس
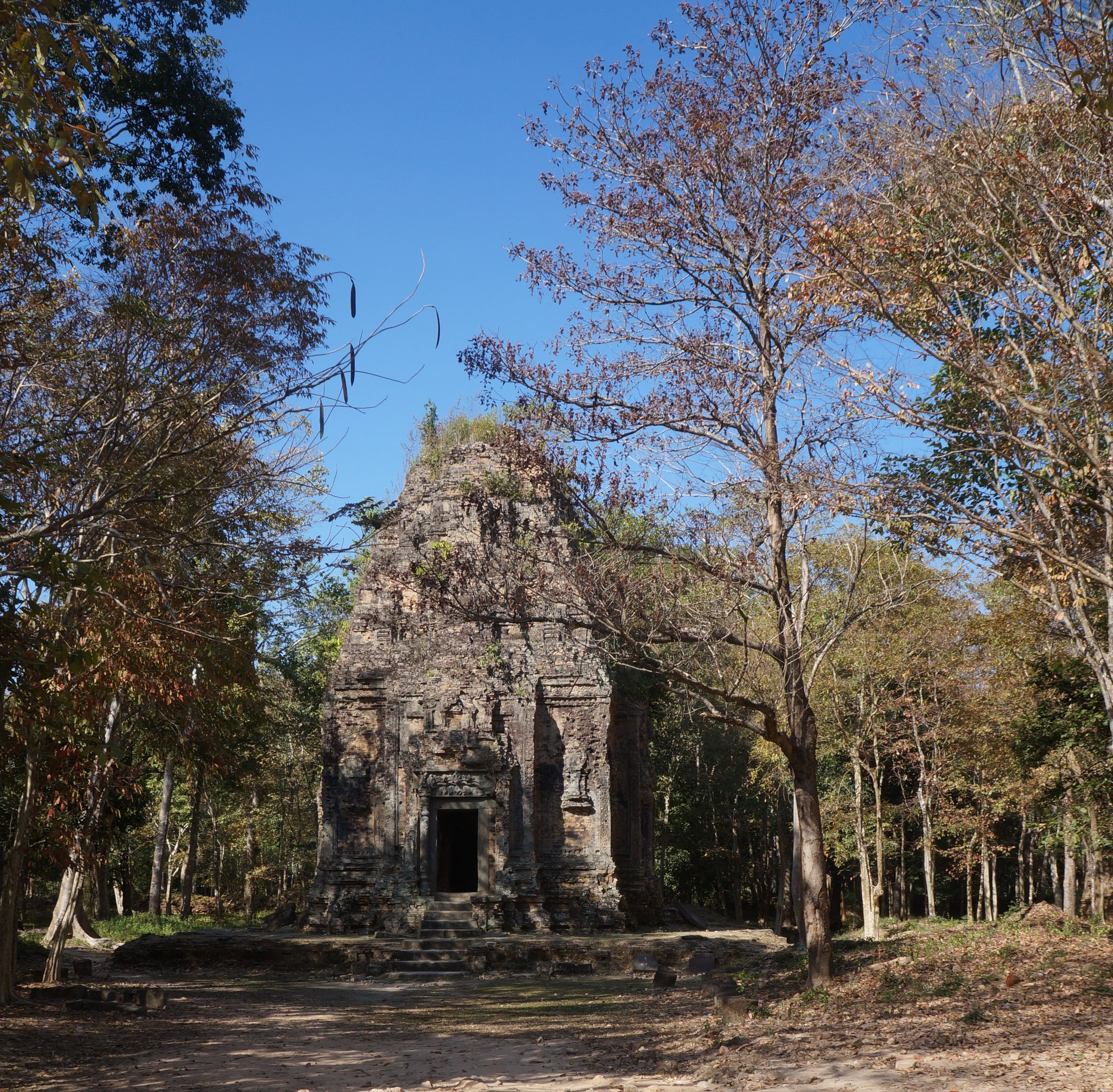
معبد یی پوئن
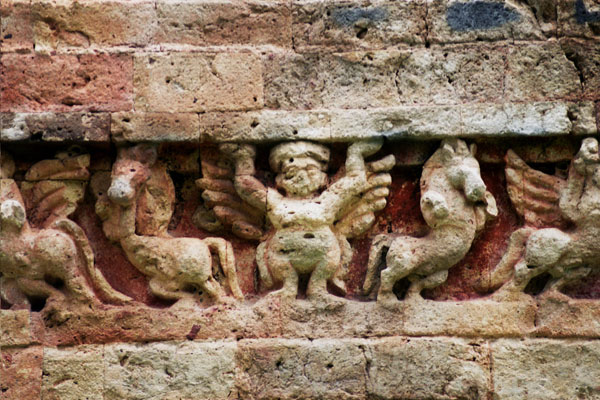
معبد N7
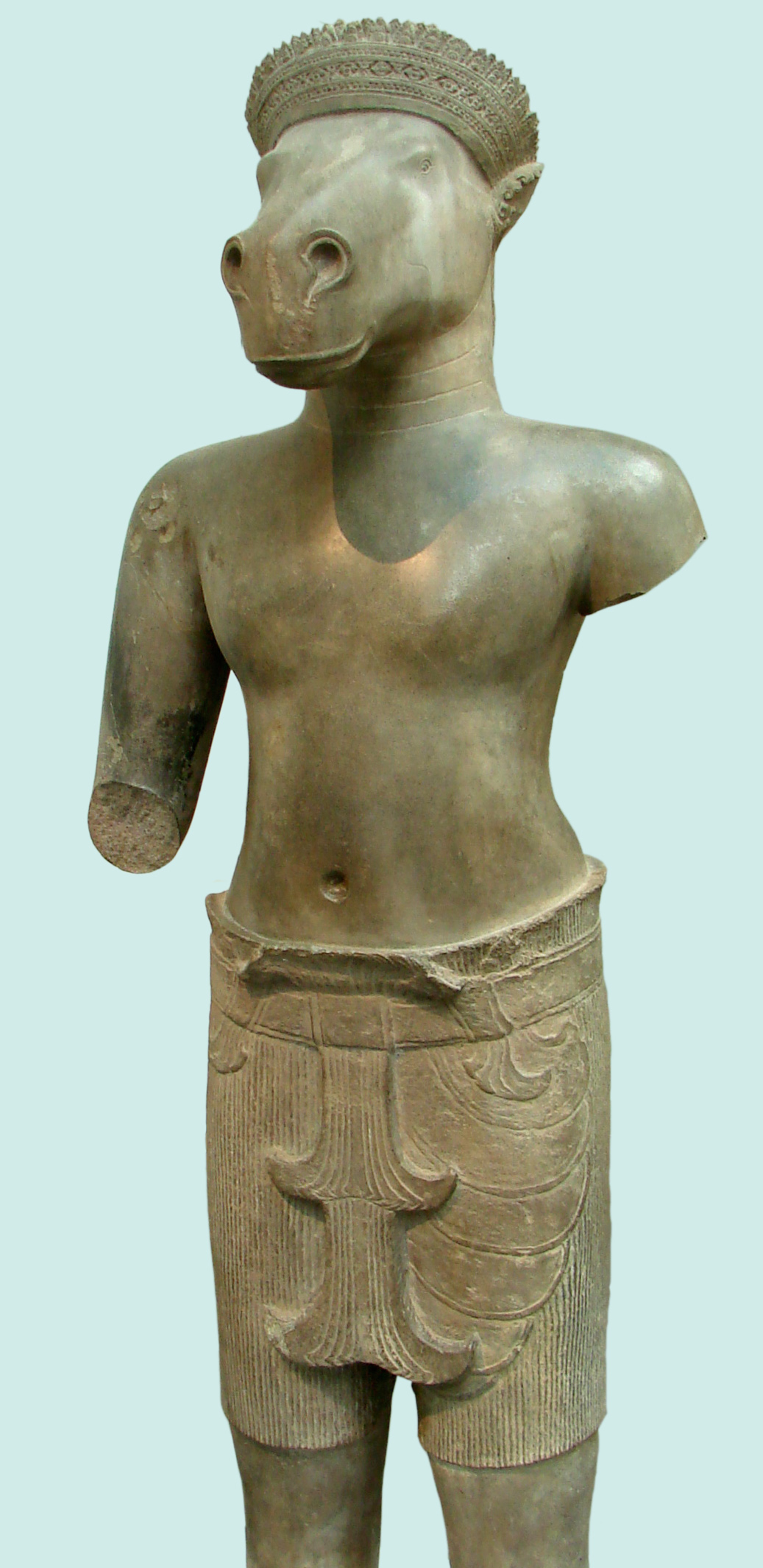
واجیموخا (خدای سر اسب) از معبد N7 در موزه گیمت
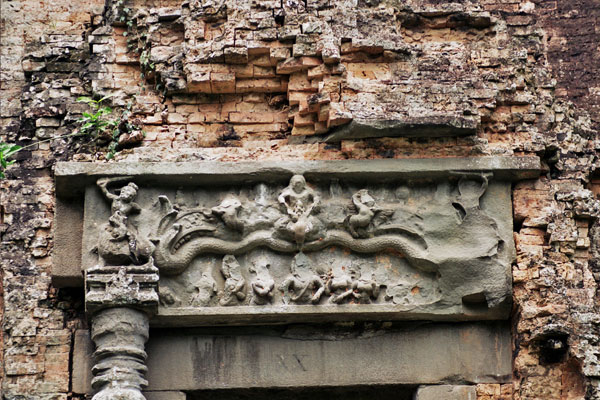
معبدS1
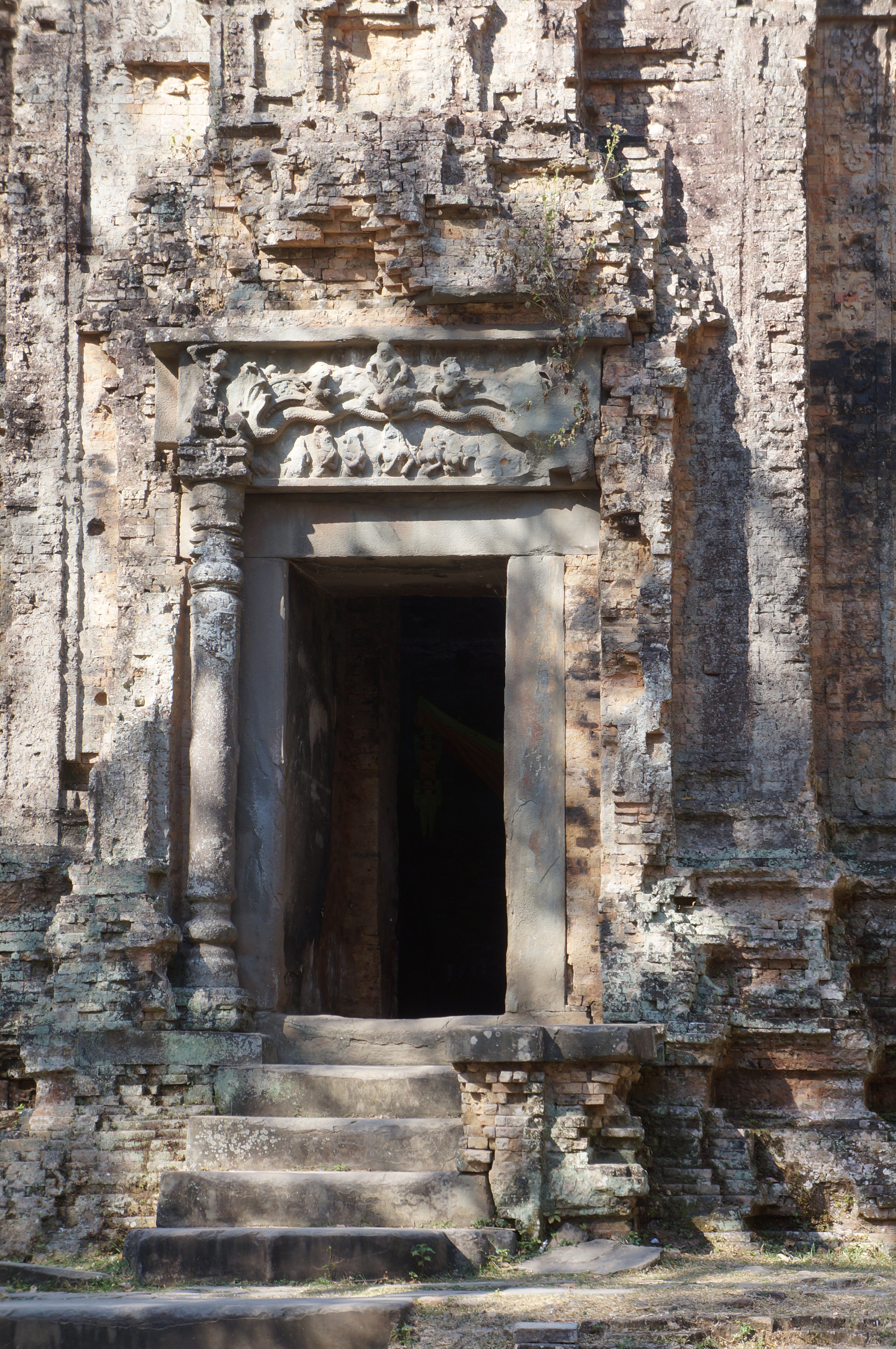
معبد S1 یی پوئن
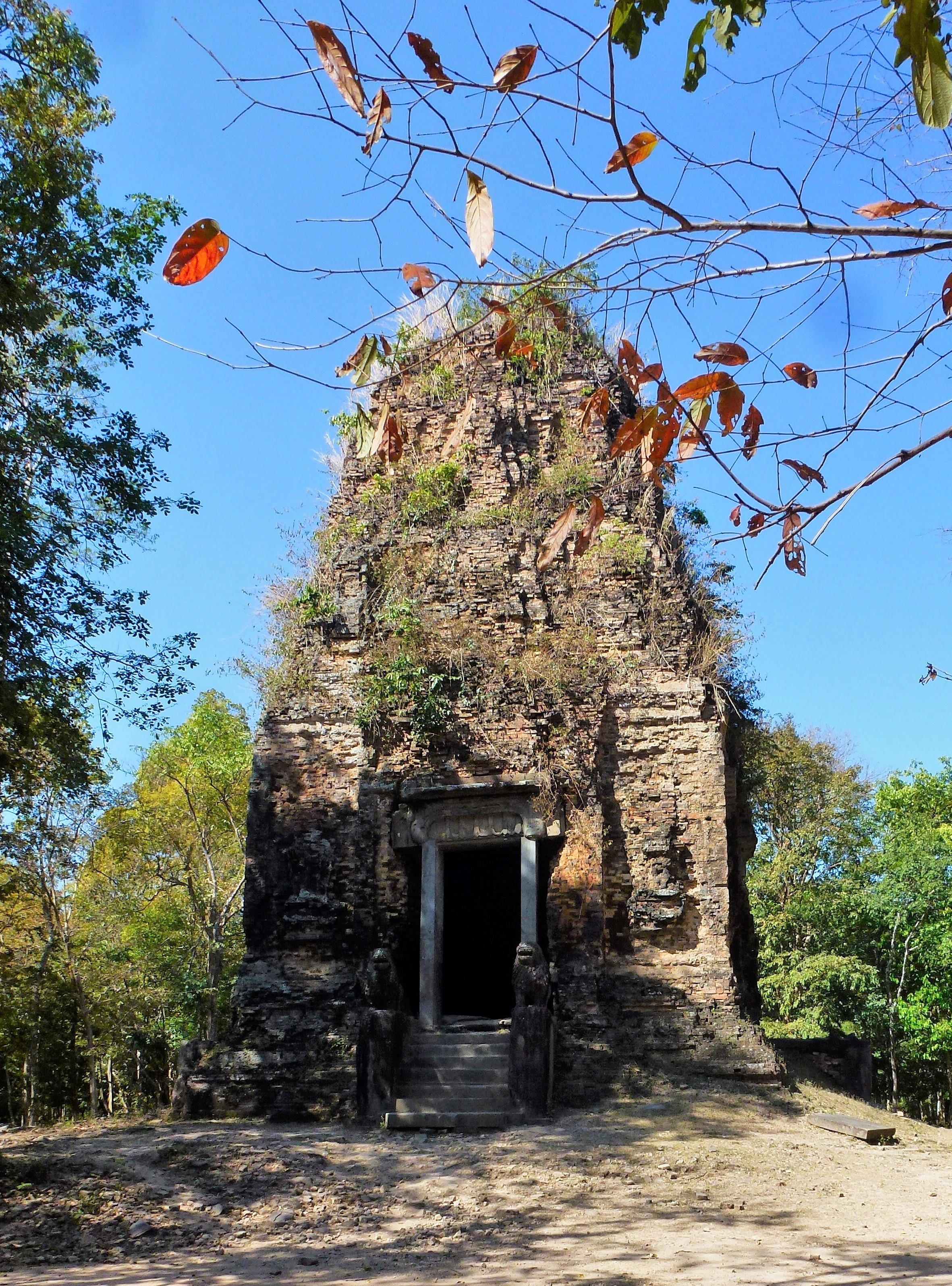
پراسات بورام
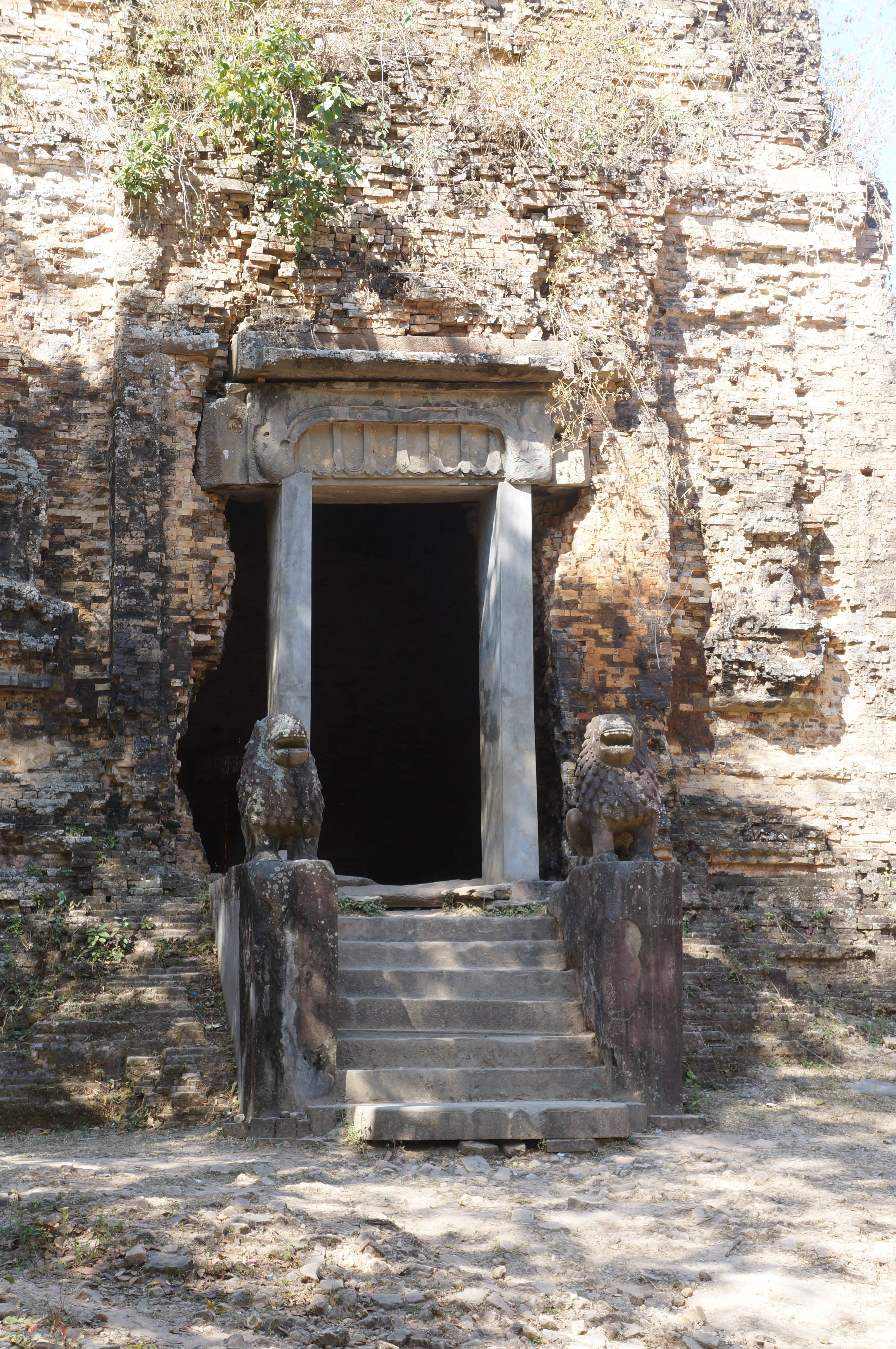
پناهگاه پراسات بورام S1 سامبور پری کوک
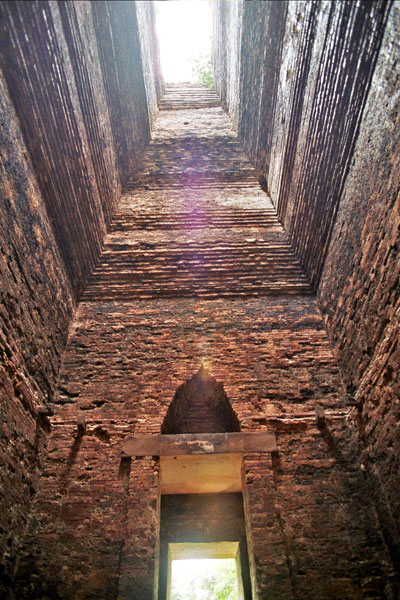
داخل معبد S1
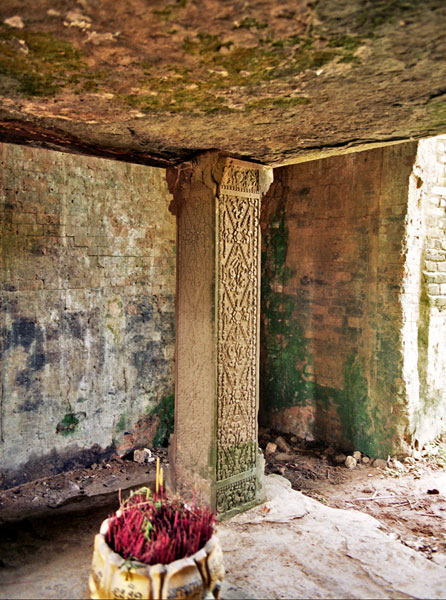
داخل معبد S1
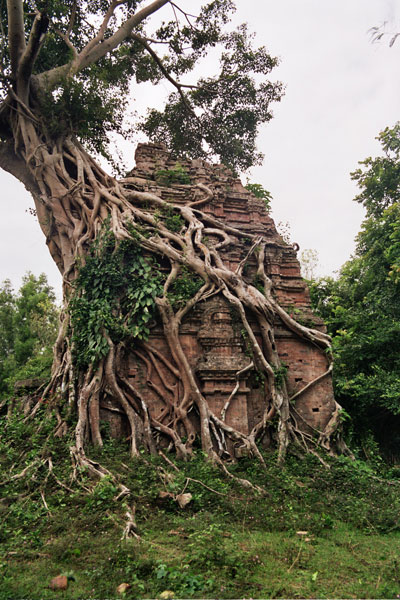
معبد N18
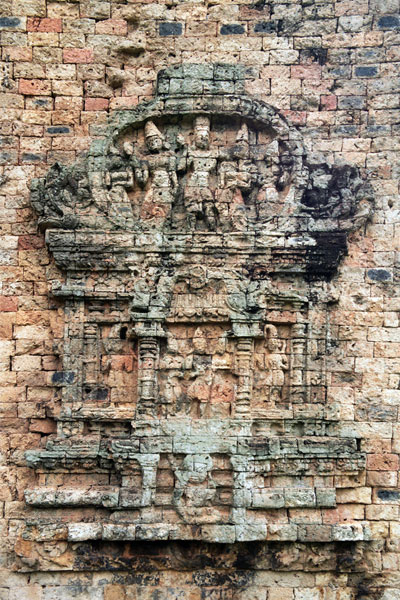
معبد N16